# Liomofrater
Liomofrater – wymarły rodzaj owadów z rzędu Reculida i rodziny Liomopteridae, obejmujący tylko jeden znany gatunek: Liomofrater circumcisus.
Rodzaj i gatunek opisane zostały w 2013 roku przez Daniła Aristowa. Opisu dokonano na podstawie pojedynczej skamieniałości przedniego skrzydła, odnalezionej w pobliżu wsi Isady, na terenie rosyjskiego obwodu wołogodzkiego i pochodzącej z piętra siewierdowinu w permie.
Owad ten miał przednie skrzydło o długości 15 mm i lekko wypukłym przednim brzegu. Żyłka subkostalna miała długie, silnie odchylone, nierozgałęzione i Y-kształtne odgałęzienia przednie, sięgające wierzchołka skrzydła. Wyposażony w co najmniej dwie odnogi sektor radialny brał początek w pobliżu środka skrzydła, a pole kostalne na wysokości tego miejsca było dwukrotnie szersze od subkostalnego. W nasadowej ⅓ skrzydła pole kostalne zajmowało ⅓ jego szerokości. W  ⅓ długości skrzydła żyłka medialna dzieliła się na nierozgałęzioną tylną i mającą 3 odgałęzienia przednią. Pierwsza odnoga żyłki kubitalnej miała dwa odgałęzienia.